# Afghanistan
Afghanistan (Nederlandse uitspr.: [ɑfˈɣaniˌstɑn]; Pasjtoe / Dari: افغانستان; Pasjtoe: Afġānistān, IPA: [avɣɒnisˈtɒn]; Dari: Afġānestān, IPA: [avɣɒnesˈtɒn]), officieel het Islamitisch Emiraat Afghanistan (Dari: امارت اسلامی افغانستان, Imārat-i Islāmī-yi Afghānistān, Pasjtoe: د افغانستان اسلامي امارت, Də Afġānistān Islāmī Imārat), is een land dat zowel tot Centraal-Azië als Zuid-Azië wordt gerekend. Het land heeft een bevolking van ruim 38 miljoen mensen anno 2022, die wonen op een grondgebied van ruim 652.000 km². Het land wordt begrensd door Pakistan in het zuiden en oosten, Iran in het westen, Turkmenistan, Oezbekistan en Tadzjikistan in het noorden en China in het verre noordoosten (de Wachan-corridor in de provincie Badakhshan). Het land hoort ook bij de MENA-landen.

## Naam
De naam Afghanistan betekent letterlijk Land van de Afghanen. De Pathanen begonnen de benaming Afghaan voor zichzelf te gebruiken vanaf de islamitische periode. Volgens W.K. Frazier Tyler, M.C. Gillet en andere geleerden, "Het woord Afghaan komt voor het eerst in de geschiedenis voor in de Hudud-al-Alam in 982" Het laatste deel van de naam Afghanistan stamt af van het Perzische woord stān (staat of land). De Engelse benaming Afghanland die in verschillende verdragen tussen Kadjaren en Engeland voorkomt over de landen bewoond door Pathaanse stammen (modern Zuidoost-Afghanistan) tussen Perzië en Brits-Indië werd door de Afghanen overgenomen en werd Afghanistan.
Vanaf de 18e eeuw, toen Ahmad Shah Durrani een regering vormde op basis van het Pashtunwali, werd Afghanistan bij zijn huidige naam genoemd; Afghanistan werd internationaal als officiële naam erkend tijdens de heerschappij van Abdoer Rahman Khan. Vóór de 18e eeuw werd Afghanistan aangeduid als Khorasan en nog vroeger als Aryana (ook wel gespeld als Ariana).

## Geschiedenis
De oudste menselijke bewoning in Afghanistan dateert uit het Middenpaleolithicum. Het land was dankzij de strategische ligging langs de Zijderoute sinds de Oudheid verbonden met de culturen van het Midden-Oosten en andere delen van Azië. Door de eeuwen heen vormde het land het strijdperk van sterk uiteenlopende mogendheden, zoals de Grieken van Alexander de Grote, islamitische Arabieren van het kalifaat van de Omajjaden en Abbasiden, Mongolen van Dzjengis Khan, Britten en Russen. Het land vormde de bakermat van de rijken van de Bactriërs, Kushans, Hephthalieten, Samaniden, Saffariden, Ghaznaviden, Ghowriden, Khilji's, Mogols, Hotakiden en de Durraniden.

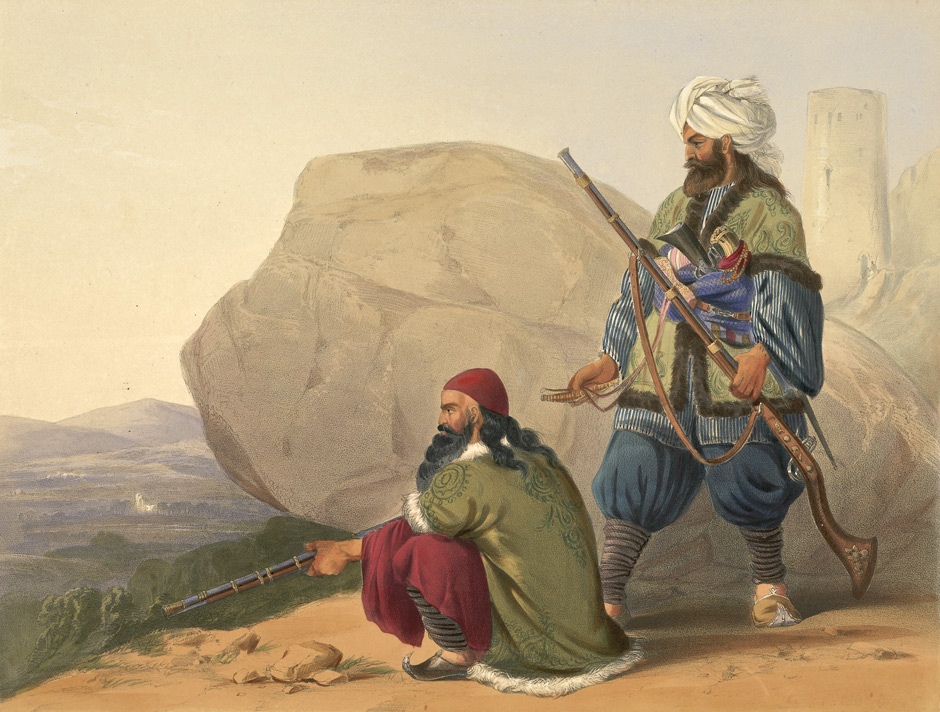
Afghaanse soldaten in Britse dienst tijdens de Eerste Brits-Afghaanse Oorlog. Afghanistan speelde een hoofdrol in de Great Game, de 19e-eeuwse strijd om Centraal-Azië.

De politieke geschiedenis van de moderne staat van Afghanistan begon in de 18e eeuw met de Hotakiden en Durraniden. In de late 19e eeuw werd Afghanistan een bufferstaat in 'The Great Game' tussen de Britse en Russische koloniale rijken. Na de Anglo-Afghaanse Oorlog van 1919 ondernamen Amanoellah Khan en Mohammed Zahir Sjah de modernisering van het land. 
Een reeks staatsgrepen in de jaren zeventig werd gevolgd door een Russische invasie, die werd tegengewerkt door de Amerikanen. Na de Russische terugtrekking volgde in de jaren tachtig een burgeroorlog die een groot deel van het land verwoestte. Uiteindelijk maakte dit de weg vrij voor de taliban, een groepering van religieuze extremisten, die in korte tijd vrijwel het hele land wisten te veroveren.

### Eerste Talibanbewind (1996-2001)
De Taliban doopten de naam van het land om tot Islamitisch Emiraat Afghanistan, en voerden een witte vlag met de sjahadah in. Hoewel Kabul de hoofdstad bleef, was Kandahar in het zuiden de werkelijke machtsbasis. Hier verbleven Mullah Omar, destijds de leider van de Taliban, tezamen met de hogere leiding.
De Taliban verwierven al snel bekendheid door zeer strenge toepassing van de sharia en daaruit voortvloeiende draconische maatregelen. Vrouwen mochten geen onderwijs meer volgen en mochten alleen nog gesluierd en vergezeld van een mannelijk familielid over straat. Dans en gebruik van muziekinstrumenten, vliegeren, alcohol, televisie en afbeelding van mensen werden verboden omdat dit niet islamitisch zou zijn en sjiieten en niet-Pashtuns werden onderdrukt. Opium werd weliswaar voor de bühne verboden maar in werkelijkheid getolereerd zolang er maar belasting op werd afgedragen. Het gevolg was dat ook het aantal Afghaanse drugsverslaafden drastisch toenam, ondanks harde maatregelen van de Taliban hiertegen. 
Internationaal werd de regering maar door drie landen erkend: Saoedi-Arabië, de Verenigde Arabische Emiraten en Pakistan. Dit laatste land had grote economische plannen in Afghanistan en riep andere landen op het Islamitisch Emiraat als rechtmatige Afghaanse regering te erkennen. Andere landen weigerden de Taliban te erkennen waardoor het Talibanbewind bemoeilijkt werd in internationale handel, geen zitting had in internationale organisaties, en geen toegang had tot de internationale kapitaalmarkten. Ook had de regering niet de controle over het noordoosten, waar de oppositiegroeperingen zich verenigd hadden in de Noordelijke Alliantie en standhielden. Verder waren de door Hazara bewoonde gebieden in het centrum ook voortdurend onrustig. Behalve met Pakistan was de relatie met alle buurlanden slecht.

### Oorlog van 2001-2021
In 2001 vielen de Verenigde Staten Afghanistan binnen, op zoek naar Osama bin Laden. Directe aanleiding waren de aanslagen van 11 september. De Amerikaanse aanvallen ondersteunden de opmars van de Noordelijke Alliantie, een alliantie van gewapende tegenstanders van de taliban, die voorheen gesteund waren vanuit de noordelijke buurlanden. Lokale krijgsheren kozen de zijde van de Amerikanen en keerden zich tegen de taliban. Binnen enkele maanden was de talibanregering verdreven en was Al-Quaïda na hevige gevechten bij Tora Bora een gevoelige slag toegebracht. De in Afghanistan verblijvende Arabische Al-Quaida-leider Osama Bin Laden ontkwam en zou later opgespoord en gedood worden in Pakistan. 
Bij de toekomstbesprekingen die plaatsvonden op de Internationale Afghanistan-conferentie te Bonn in 2001 ontstond consensus over een door de internationale gemeenschap gesteunde overgangsregering onder Hamid Karzai. Karzai werd in 2004 als president bevestigd in de eerste vrije verkiezingen van het land. In 2004 werd ook een nieuwe grondwet opgesteld. De val van de taliban werd door de bevolking met opluchting begroet. Mannen lieten massaal hun baarden afscheren; vrouwen en meisjes maakten in groten getale gebruik van de herwonnen vrijheden, zoals de mogelijkheid zonder begeleider in het openbaar te begeven, of het recht naar school te gaan.
Tussen 2001 en 2021 was er een buitenlandse veiligheidsmacht in Afghanistan aanwezig, de ISAF, die bestond uit de Amerikanen en hun bondgenoten. Tot 2003 was de leiding in handen van Nederland en Duitsland, daarna nam, tegen de zin van Afghanistan zelf, de NAVO die taak over.
Ondanks enorme hoeveelheid ontwikkelingsgeld en militaire steun lukte het de Amerikanen en hun bondgenoten niet blijvend een democratisch bestuur of een enigszins functionerende burgermaatschappij in het land te vestigen. De veiligheidssituatie verslechterde door militaire blunders, de wederopstanding van de taliban en de activiteiten van lokale strijdheren. Westers ontwikkelingsgeld viel ten prooi aan de wijdverspreide corruptie, in plaats van te worden gebruikt voor de aanleg van goede infrastructuur of bestrijding van de grootschalige armoede onder de bevolking. Miljoenen naar huis terugkerende vluchtelingen en binnenlandse ontheemden versterkten de problemen op het gebied van schaarste aan voedsel en drinkwater extra.

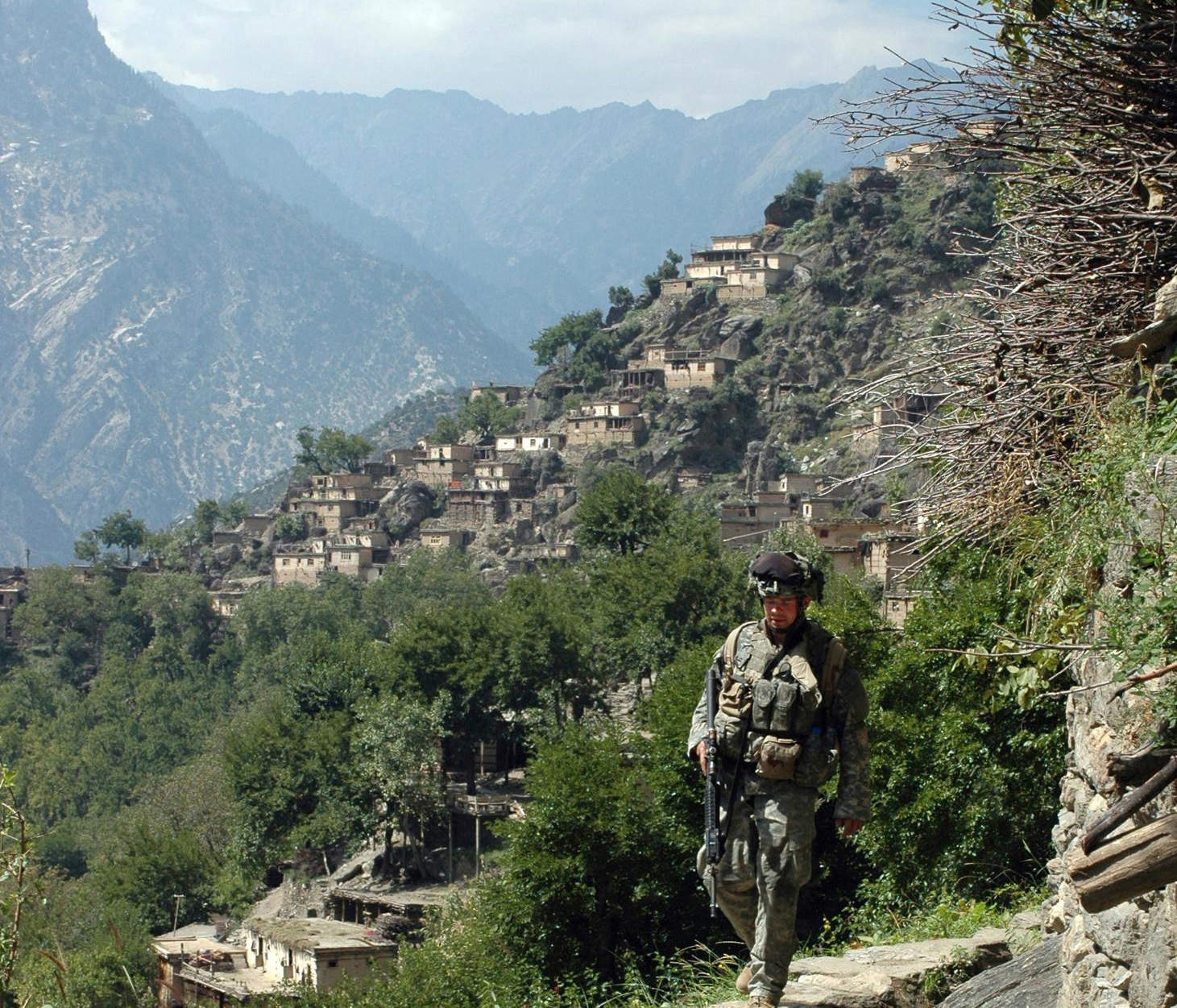
Een Amerikaanse soldaat op patrouille in de noordoostelijke provincie Nooristan. Twintig jaar duurde de Amerikaanse aanwezigheid tijdens de Afghaanse Oorlog (2001-2021).

De taliban streden naar eigen zeggen tegen de aanwezigheid van 'ongelovigen' in Afghanistan, en ook tegen de Afghaanse regering, die zij als een marionet beschouwden. Ze opereerden vaak vanuit het Pakistaanse grensgebied. Deze burgeroorlog kostte het leven aan burgers, medewerkers van het Rode Kruis en andere NGO's, en ISAF-soldaten. Ondanks de uitbreiding van de NAVO-troepenmacht tijdens Barack Obama konden de taliban zich overal in het land handhaven en hun gebied zelfs geleidelijk uitbreiden. Toen de na Tora Bora naar Pakistan gevluchte Bin Laden in 2011 werd geliquideerd door Amerikaanse commando's werd dit echter als een belangrijke Amerikaanse overwinning gezien.
Een probleem voor de Afghaanse regering was dat vrijwel onafhankelijke krijgsheren zich weinig aan het centrale gezag gelegen lieten liggen. De gouverneurs verrijkten zich, streden met elkaar en onderdrukten de bevolking, terwijl de centrale regering vrijwel bankroet bleef. Het met westers geld opgeleide Afghaanse leger was slecht in staat de taliban te bestrijden zonder steun van ISAF. De regering hoopte daarom dat ISAF haar mandaat naar de provincies wilde uitbreiden, maar de Westerse coalitie weigerde dit. Karzai werd in 2009 herkozen als president. Nadat hij de door de grondwet toegestane twee termijnen had afgerond werd Ashraf Ghani in 2014 tot zijn opvolger gekozen. De verkiezingen hadden een chaotische afloop waarbij de kandidaten beiden de overwinning claimden. Uiteindelijk werd onder Amerikaanse druk tot een verdeling van de macht in de nieuwe regering besloten, met Ghani als president.
Ghani had een egocentrische stijl van regeren en bleek slecht in staat groepen te verbinden, waardoor de Afghaanse regering verder geïsoleerd raakte. Ondertussen breidden de taliban hun macht in de provincies uit en pleegden ze geregeld bomaanslagen in Kabul. De Amerikaanse publieke opinie was geleidelijk aan tegen de "missie" in Afghanistan gekeerd, na bijna 20 jaar aanwezigheid zonder concrete verbeteringen. In 2020 sloot de regering-Trump een overeenkomst met de taliban, die het de Amerikanen mogelijk maakte zich geheel uit Afghanistan terug te trekken.

### Tweede Talibanbewind (2021-)
De terugtrekking van de Amerikaanse troepen werd bevolen door president Biden in juni 2021, op grond van de onder zijn voorganger Donald Trump op 29 februari 2020 gesloten overeenkomst met de Taliban tijdens onderhandelingen te Qatar, bekend geworden als de Doha-overeenkomst, waarbij de Afghaanse regering geen partij was. Binnen twee maanden stortte de weerstand van het Afghaanse leger tegen de taliban in. Een voor een vielen provinciehoofdsteden in hun handen. In augustus 2021 verliet president Ashraf Ghani het land zonder formeel te zijn afgetreden, toen de hoofdstad Kabul werd ingenomen door de Taliban. Op dat moment hadden de Amerikanen en hun bondgenoten hun terugtrekking nog niet afgerond. De Afghaanse vice-president Amrullah Saleh wierp zich op als interim-president.
Door het grote aantal personen die het land uit probeerden te vluchten, ontwikkelde zich snel een grote humanitaire crisis. Op 30 augustus verliet het laatste Amerikaanse vliegtuig Kabul, waarmee een einde kwam aan de westerse aanwezigheid in Afghanistan.
De Taliban trachtten de bevolking van Kabul en de wereld gerust te stellen met een charme-offensief: in tegenstelling tot 1996 zou de beweging vrouwen meer vrijheid gunnen en onderwijs laten volgen, er zouden geen draconische wetten en straffen worden ingevoerd, alle bevolkingsgroepen zouden gelijkelijk behandeld worden, sjiieten zouden niet worden gediscrimineerd, er zouden geen wraakacties plaatsvinden, en Afghanistan zou geen toevluchtsoord voor internationale terroristen of criminelen worden. Deze beloftes werden over het algemeen niet serieus genomen en na 2021 was er inderdaad sprake van een geleidelijke verstrenging van de regels, met name voor vrouwen. Ook wordt de beweging ervan beschuldigd nog steeds terroristen te huisvesten, hoewel de Taliban en de VS wel een gezamenlijk belang hebben bij de bestrijding van ISIL in het land. Van de belofte geen wraak te nemen op mensen die voor de vroegere regering hebben gewerkt lijkt eveneens niets terecht te zijn gekomen, er vinden heksenjachten plaats en er is sprake van arrestaties en executies van ex-functionarissen en voormalige commando´s.

## Geografie

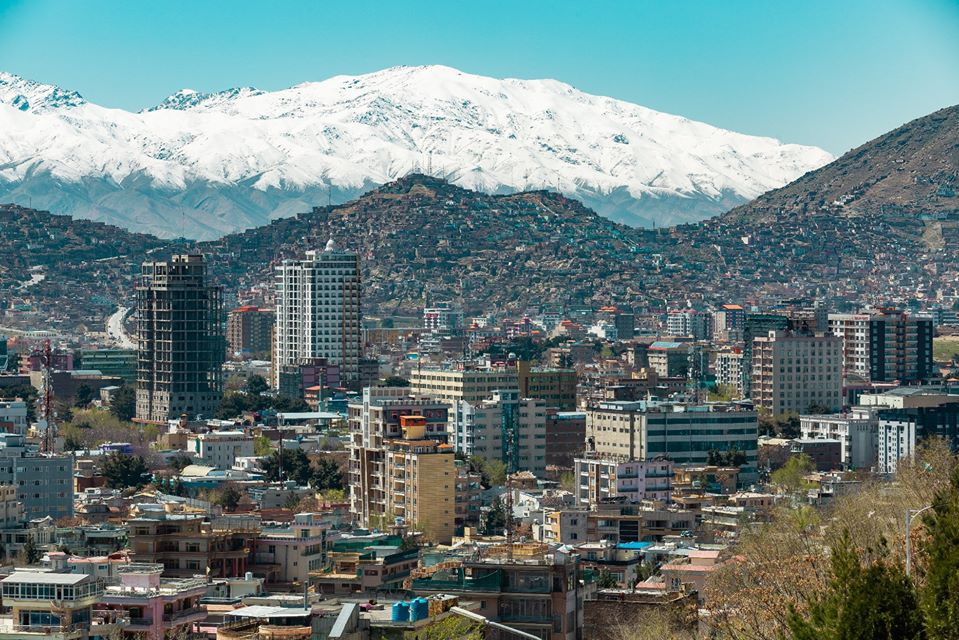
Kabul, tussen de toppen van het Hindoekoesjgebergte, is een van de hoogst gelegen hoofdsteden in de wereld.

Afghanistan vormt het noordoostelijk deel van het Hoogland van Iran. Het land heeft vele steil hellende bergen en uitlopers van het Hindoekoesj-hooggebergte (met toppen hoger dan 7300 m) in het centrum van het land. De hoogste berg is de Noshaq (7492 m). Er zijn echter, binnen de bergwaaiers en op hun randen, vele vruchtbare valleien en vlaktes. In het zuiden, en in het bijzonder in het zuidwesten, zijn grote woestijnen in het Helmendbekken, waaronder de gebieden van Seistan en Registan. In het noorden, tussen de centrale bergketens en de rivier Amu Darja liggen de hooglanden van Badachsjan, Afghaans Turkestan, de vlakte van Amu Darja, en de rijke vallei van Hari Rud (Arius) in de noordwesthoek van het land (het hart van het oude Ariana). In het midden van het land ligt het nationaal park Band-e Amir.
Het centrale bergland vormt de scheiding tussen een drietal rivierbekkens. In het noorden stroomt de Kunduz naar de Amu Darja. Deze laatste vormt over meer dan 1000 km de grens met Tadzjikistan en Oezbekistan. Het oosten behoort tot het stroomgebied van de Indus, met als hoofdrivier de Kabul, en als zijrivieren Panjshir, Alisjang en Kunar. Het water wordt sinds tijden gebruikt voor irrigatie. In het westen stromen de Hari Rud en de Helmand, die grotendeels ten zuidwesten van de Hindoekoesj aan de Iraanse grens stroomt. Deze bevatten slechts af en toe water. De rivieren zijn meestal onbevaarbaar.
Het droge Afghanistan telt weinig grote natuurlijke meren. Er zijn wel meerdere stuwmeren, die zowel voor de stroomvoorziening van de grote steden moeten zorgen als voor drink- en irrigatiewater.

### Klimaat
Het klimaat van het land varieert sterk, hoewel het grootste deel van het land droog is. In Afghanistan komen onder andere een steppeklimaat (noordwesten en noordoosten), woestijnklimaat (zuiden en midden) en landklimaat (noordoosten) voor. Door de grote afstand tot de oceanen houdt dit droge, hete zomers en koude winters in. De meeste regen valt in het oosten en in de bergstreken. Het land kent gedurende de seizoenen problemen met plaatselijke overstromingen (met name in het voorjaar als in de bergen de dooi intreedt) en droogte (met name in de zomer en het najaar).
Afghanistan geldt een van de meest kwetsbare landen ter wereld als het gaat om de gevolgen van klimaatverandering, op basis van zijn geografie, gevoeligheid voor en vermogen om het hoofd te bieden aan de opwarming van de aarde.

### Grenzen en grensovergangen

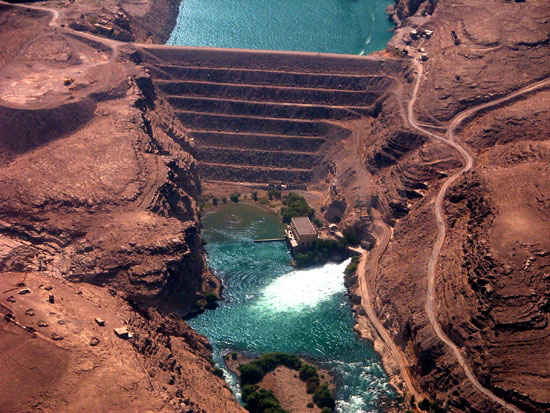
De in 1953 gebouwde Kajakidam in de Helmand

De zuidoostelijke grens met het buurland Pakistan wordt de facto gevormd door de Durandlijn, een overblijfsel van de Britse koloniale overheersing van India, waarvan Pakistan zich na de onafhankelijkheid in 1948 afsplitste. Sindsdien is Afghanistan er niet in geslaagd deze  status quo te veranderen. Op oude kaarten hoort Beluchistan met onder meer de havenstad Karachi eveneens bij Afghanistan.
Er zijn in het noorden officiële grensovergangen met Turkmenistan te Andkhoy en Towrgondi (provincie Herat), met Oezbekistan te Hairatan {Mazar) en met Tadzjikistan te Takhar en Sher Khan Bandar.
In het westen zijn er grensovergangen met Iran te Islam Qala (Herat), Doghroun, Milak en Abo Nasir Farahee. In het oosten zijn er de grensovergangen met Pakistan te Chaman (Spin Boldak) in de provincie Kandahar, te Torkham (bij Jalalabad in de provincie Nangarhar), te Ghulam KhanWesh Pathan (Paktia) en te Urgon (Paktika).

### Geografische statistieken
- Oppervlakte: 652.864 km².
- Hoofdstad: Kabul (5 miljoen inwoners - 2021)
- Aantal inwoners: 38,93 miljoen (2020)

### Grote steden
De tien grootste steden van Afghanistan telden volgens een schatting van het Bureau voor de Statistiek van Afghanistan in 2006 alle meer dan 50.000 inwoners. Deze zijn hieronder weergegeven, alsook hun inwoneraantal bij de laatste volkstelling van 1979:
| Plaats         | 1979    | 2006      |
| -------------- | ------- | --------- |
| Kabul          | 913.164 | 2.536.300 |
| Herat          | 140.323 | 350.000   |
| Kandahar       | 178.409 | 324.800   |
| Mazar-i-Sharif | 103.372 | 300.600   |
| Jalalabad      | 53.915  | 204.423   |
| Kunduz         | 53.251  | 117.500   |
| Pol-e Chomri   | 31.101  | 87.400    |
| Maymana        | 38.251  | 67.800    |
| Sjeberghan     | 18.955  | 66.200    |
| Taloqan        | 19.925  | 59.300    |

Steden die sinds 1979 uit de top 10 zijn verdwenen zijn Baghlan (in 2006: 56.200 inwoners) en Ghazni (48.700).

## Bestuurlijke indeling
Afghanistan kent naast de centrale overheid ook andere bestuurslagen, territoriale onderdelen waar regels vastgesteld en beslissingen worden genomen over bepaalde gebieden en hun bewoners. Het betreft de volgende bestuurslagen:
| Bestuurslagen | Bestuurslagen                              | Bestuurslagen                                         | Bestuurslagen | Bestuurslagen |
| --- | ------------------------------------------ | ----------------------------------------------------- | ------------- | ------------- |
| centraal niveau | provincieniveau                            | districtsniveau                                       | lokaal niveau |               |
| Islamitische Republiek Afghanistan - خارجه جمهوری اسلامی افغانستان Jamhūrī-ye Islāmī-ye Afġānistān - د افغانستان اسلامي جمهوریت De Afġānistān Islāmī Jomhoriyat | provincies - ولایت, wilāya - ولایت, wilāya | districten - ولسوالی, vulusvāli - ولسوالۍ, wuləswāləi | dorpen        |               |
| Islamitische Republiek Afghanistan - خارجه جمهوری اسلامی افغانستان Jamhūrī-ye Islāmī-ye Afġānistān - د افغانستان اسلامي جمهوریت De Afġānistān Islāmī Jomhoriyat | provincies - ولایت, wilāya - ولایت, wilāya | gemeenten - شهرداری, sharwali - ښاروالۍ               |               |               |
| 1. 2. 3. 4. 5. |                                            |                                                       |               |               |

Afghanistan heeft 34 provincies, die weer zijn onderverdeeld in totaal 398 districten.

## Bevolking

Demografische ontwikkeling van Afghanistan

Etnische groepen (per district)

Dominante talen per district
Dari
Pasjtoe
Oezbeeks
Turkmeens
Beloetsji
Noeristani
Pasjai

Bij het begin van de 20e eeuw telde Afghanistan ongeveer vier miljoen inwoners; sinds 2020 zijn er negen keer zoveel.
Hoewel oorlogvoering in de laatste eeuw een wezenlijke bevolkingsverplaatsing veroorzaakte (miljoenen vluchtelingen trokken naar Pakistan en Iran) is de bevolkingssamenstelling niet veel veranderd door de jaren heen. Tadzjieken, die de tweede grootste etnische groep van het land vormen, wonen rond het Hart en in het noordoosten; Oezbeken wonen in het noorden, en nomadische Turkmenen wonen langs de grens met Turkmenistan. In de centrale bergen wonen de Hazara, van Turkse en Mongoolse oorsprong. In de oostelijke en zuidelijke centrale gedeelten wonen de Pathanen, die de grootste etnische groep van het land vormen. Beloetsji wonen in het uiterste zuiden. Ook in de stadswijken in het westelijk deel van Kabul wonen vele Hazara.
Dari (of Oostelijk Perzisch), Pasjtoe, Oezbeeks, Engels, Arabisch, Turkmeens en Urdu zijn de belangrijkste talen van het land.

### Godsdienst
Bijna alle inwoners (zo'n 99%) zijn moslim. De grote meerderheid (80 tot 85%) is soenniet, een minderheid (15 tot 19%, meer dan twee miljoen en hoofdzakelijk Hazara) sjiiet. 1% hangt een andere godsdienst aan (hindoe, sikh, christendom of jodendom). Aan de tekst van de grondwet van de Islamitische Republiek Afghanistan uit 2004 ging een islamitische preambule vooraf en volgens artikel 2 van die grondwet is de islam de staatsgodsdienst, maar staat het volgelingen van andere geloven vrij hun geloof uit te oefenen binnen het kader van de wet. De Afghaanse cultuur kent echter ook pre-islamitische tradities, zoals de viering van Noroez.

### Bevolkingsstatistieken
- Bevolkingsgroepen: geen gegevens beschikbaar. Eerdere statistieken: Pathanen (42%), Tadzjieken (31%), Hazara (9%), Oezbeken (9%), Aimak (4%), Turkmenen (3%), Beloetsjen (2%), Nuristani en Kirgiezen.
- Talen: Dari (Afghaans Perzisch) 77%, Pasjtoe (ook Pashto, Pashtu) 48% (officiële talen), Oezbeeks 11%, Turkmeens, Beloetsji, Pasjai, verscheidene Nuristaanse en andere talen. Er wordt ook veel Arabisch gesproken. Tweetaligheid komt veel voor.

- Religie: soennisme 85-90%, sjiisme 10-15% en overig <1% (inclusief ismaëlieten).

Deze cijfers zijn gebaseerd op gegevens uit het World Factbook van de CIA, zoals geraadpleegd op 30 juni 2020. Andere bronnen, zoals bijvoorbeeld te vinden op Hewad.com, geven soms beduidend andere cijfers.

### Levensverwachting
20% van de Afghaanse kinderen sterft voor het bereiken van de leeftijd van 5 jaar. 1 op 7 kinderen sterft tijdens het eerste levensjaar door ziekte of ondervoeding. Toch is de jaarlijkse bevolkingsgroei hoog.
Uit gegevens van UNICEF blijkt dat de situatie van vrouwen en meisjes in Afghanistan anno 2005 nog steeds zorgwekkend is.
- De laatste 3 jaar tot 2005 bedroeg de inschrijving van meisjes in secundaire scholen slechts 10%.
- 40% der vrouwen trouwt voor de leeftijd van 18 jaar bereikt te hebben. Van hen heeft een derde dan reeds zelf kinderen.
- 1600 (en in sommige streken 6000) vrouwen per 100.000 sterven tijdens het bevallen of wegens optredende verwikkelingen.

### Drugsgebruik
Een wijdverbreid probleem in Afghanistan is de productie en het gebruik van drugs. Volgens een onderzoek van de VN-organisatie UNODC gebruikten er in 2005 zo'n 920.000 Afghanen drugs als heroïne, hasjiesj en opium. Volgens het 2009 International Narcotics Control Strategy Report van het Amerikaanse ministerie van Buitenlandse Zaken zouden er naar schatting twee miljoen drugsgebruikers in Afghanistan zijn. De hoofdstad Kabul zou al 50.000-60.000 drugsverslaafden tellen.

### Geletterdheid
De geletterdheid van de volledige bevolking wordt geschat op 36%. Het percentage geletterde vrouwen is in 2005 15%.
In de lente van 2003 schatte men dat 30% van de 7000 scholen van Afghanistan ernstig was beschadigd tijdens meer dan twee decennia van Sovjetoverheersing en burgeroorlog. Slechts de helft van de scholen had schoon water en naar schatting minder dan 40% had adequate hygiëne. Het onderwijs voor jongens was geen prioriteit tijdens het talibanregime en meisjes mochten helemaal niet naar school.
In 2003 stonden tot vier miljoen Afghaanse kinderen, misschien het grootste aantal ooit, voor het schooljaar ingeschreven. Het onderwijs was beschikbaar voor zowel meisjes als jongens.

## Bestuur en politiek

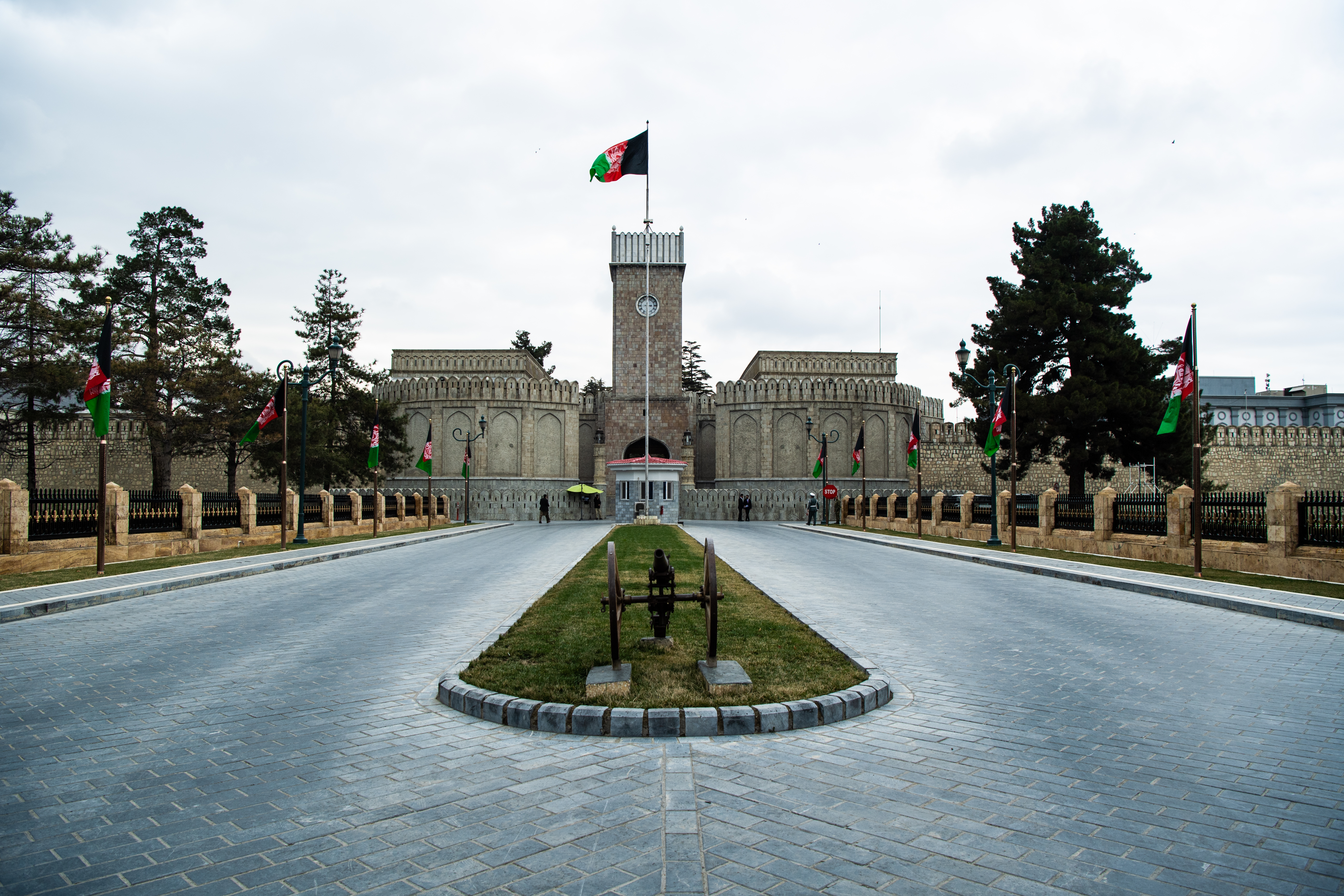
De Arg, het Afghaanse presidentiële paleis, in Kabul.

De machtsovername door de Taliban in 2021 betekende het einde van de "islamitische republiek Afghanistan". De grondwet die in 2004 was ingesteld is nooit door de Taliban erkend. Het land kent geen democratische verkiezingen meer en de in de grondwet geregelde rechten van de bevolking worden door de Taliban ook niet langer gegarandeerd. De Talibanregering noemt het land het "Islamitisch Emiraat Afghanistan".
Sinds de overname worden de Taliban wereldwijd aangeduid als de facto-machthebbers van het land. Het Islamitisch Emiraat krijgt internationaal maar weinig officiële erkenning. Veel landen weigeren de Taliban te erkennen maar communiceren wel op lager diplomatiek niveau met de beweging of werken zelfs beperkt samen (zelfs met de VS bestaat beperkte samenwerking tegen de Islamitische Staat in Irak en de Levant). Het gevolg van de niet-erkenning is dat de Taliban geen zitting kunnen nemen in internationale organen waar nog steeds de Islamitische Republiek Afghanistan de zetels bezet. Ook wordt hierdoor handel met Afghanistan bemoeilijkt en heeft het land geen toegang tot de internationale kapitaalmarkten. Verzekeringen dekken hierdoor reizen naar en handelstransacties met Afghanistan niet. 
Vicepresident Amrullah Saleh riep zich op 17 augustus uit tot interim-president om de strijd aan te gaan met de Taliban. Anno 2022 was de grip van de Taliban op Afghanistan (nog) niet volledig. In de Panshirvallei houdt nog steeds een kleine groep loyalisten van de islamitische republiek stand onder leiding van Ahmad Massoud, de zoon van de in 2001 vermoorde verzetsstrijder Ahmad Shah Massoud. Ook is de Islamitische Staat in Irak en de Levant actief in delen van het land en pleegt terroristische aanslagen. Beiden zijn echter niet in staat het Talibanregime serieus te bedreigen.

### Internationaal isolement
Door de tweede machtsovername door de Taliban in augustus 2021 kwam Afghanistan in een internationaal isolement te verkeren. De Taliban zelf riep op tot internationale erkenning , doch vond daarbij gedurende de eerste jaren na de machtsovername nauwelijks gehoor. Ondanks dat geen enkel land bereid bleek het Islamitische Emiraat onmiddellijk te erkennen als de legitieme opvolger van de Islamitische Republiek Afghanistan, vonden er sinds september 2021 desalniettemin wel voorlopige diplomatieke gesprekken plaats tussen de Taliban en een klein aantal andere landen. Een daarbij gestelde voorwaarde was dat er een "inclusieve" nationale regering zou moeten komen, d.w.z. een waarin ook andere groeperingen dan de Taliban zouden zijn vertegenwoordigd. De meeste Afghaanse ambassades in de wereld bleven loyaal aan de Islamitische Republiek. De Taliban slaagden er slechts in op 14 ambassades eigen diplomaten te benoemen. 
Alom werd verwacht dat de gewenste vorming een dergelijke regering zou worden gaan aangekondigd met het traditionele Perzische nieuwjaar Nowroz in maart 2022, doch de aangekondigde officiêle bekendmaking waarnaar door velen werd uitgezien betrof echter een teleurstellende mededeling over de afschaffing van deze dag als nationale feestdag, omdat ze immers "niet-islamitisch" was. De bevolking bleef graag vasthouden aan de traditie en trok zich van deze afschaffing als officiële feestdag nauwelijks iets aan.

#### Erkenning
De eerste staten die bereid bleken het Islamitisch Emiraat Afghanistan te erkennen, waren Qatar en Pakistan. Qatar had sinds 2012 een belangrijke rol gespeeld als gastheer voor de onderhandelingen tussen vertegenwoordigers van de Taliban en de Verenigde Staten. 
Daarom was het politieke bureau van de Taliban daar geopend, en erkende Qatar de aanstelling van een Taliban-ambassadeur. De rest van de internationale gemeenschap houdt echter een afwachtende en zelfs afwijzende houding aan. Die afwijzende houding betrof met name de landen die sinds 2001 actief hadden deelgenomen in Afghanistan aan onderdelen van de operaties Enduring Freedom, International Security Assistance Force (2001-2014) en sinds 2015 aan Resolute Support (2015-2021). Zij verbraken niet de sinds 2001 ontstane diplomatieke betrekkingen met het land, maar weigerden categorisch de voorovereenkomst van een agréments, die volgens artikel 4 van het Verdrag van Wenen inzake diplomatiek verkeer vereist is voor het accepteren en ontvangen van een nieuwe ambassadeur.
Het buurland Pakistan bepleit wel erkenning van het Talibanregime maar is zelf ook nog niet tot erkenning overgegaan. Bovendien is een knelpunt in de relatie het feit dat ook Pakistan een grote Pashtunminderheid kent en de Taliban de Durandlijn niet erkent, hetgeen al tot gewapende botsingen heeft geleid. Iran heeft zijn ambassade opengehouden en zowel Iran als de Taliban vinden elkaar ondanks religieuze verschillen in hun afkeer jegens de VS. Sinds de machtsovername is de verhouding echter verslechterd en vinden meer conflicten aan de grens plaats, en er is een langlopend waterconflict tussen beide landen dat de Taliben met de machtsovername heeft geërfd. De Iraanse president Ebrahim Raisi verklaarde dat de "militaire mislukking" van de VS in Afghanistan een kans zou bieden om duurzame vrede in het land tot stand te brengen. Iran zou februari 2023 de door de Taliban als ambassadeur voorgedragen Mohammad Afzal Haqqani accrediteren en tot de ambassade in Teheran toelaten. China lijkt een pragmatische samenwerking na te streven met het oog op winning van grondstoffen, vooralsnog zonder het regime te erkennen. Rusland met in diens kielzog Kazachstan, Oezbekistan, Turkmenistan en Kirgizië lijken een soortgelijk beleid na te streven, terwijl Tadzjikistan gereserveerder is in verband met zorgen over discriminatie van Afghaanse Tadzjieken en samenwerking met de VS. 
Rusland heeft het Islamitische Emiraat niet erkend als de wettige autoriteit van Afghanistan. Moskou heeft gezegd dat het hoopt banden met de Taliban aan te knopen, hoewel het ook zegt dat het geen haast heeft om hen te erkennen als de heersers van het land. Op 21 oktober 2021, een dag nadat de Russische president Vladimir Poetin de Taliban in Moskou had ontvangen voor besprekingen kondigde deze aan dat Rusland eventueel bereid zou zijn de Taliban van de internationale lijst van terroristische groeperingen te schrappen, mits de VN-Veiligheidsraad daarbij het voortouw zou nemen. Op 31 maart 2022 aanvaardde de Russische Federatie als een van de eerste landen de diplomatieke geloofsbrieven van een door de Taliban aangestelde gezant.
Hoewel Saoedi-Arabië de Talibanregering in Afghanistan niet erkent, werd de Saoedische ambassade op 30 november 2021 heropend om consulaire diensten te verlenen aan Afghaanse burgers.
In augustus 2021 kondigde de Spaanse minister van Buitenlandse Zaken José Manuel Albares aan dat het land de "met geweld opgelegde" Talibanregering niet zou erkennen.
In september 2021 zei minister van Buitenlandse Zaken Mevlüt Çavuşoğlu dat Turkije "geen haast" had om de Taliban-regering te erkennen. In maart 2022 zou Çavuşoğlu echter de intentie uiten het Islamitische Emiraat internationaal te erkennen.
In maart 2022 aanvaardde Turkmenistan de geloofsbrieven van de door de Taliban aangestelde ambassadeur te accepteren, echter zonder het islamitische emiraat formeel te erkennen. 
De voormalige Britse premier Boris Johnson drong er bij andere landen op aan het Islamitisch Emiraat niet te erkennen als de legitieme regering van Afghanistan.
De Amerikaanse minister van Buitenlandse Zaken Antony Blinken stelde in een interview dat zijn land geen enkele regering zou erkennen die terroristische groeperingen herbergt of fundamentele mensenrechten niet eerbiedigt.
De Verenigde Arabische Emiraten openden op 30 november 2021 een ambassade in Kaboel.

#### Internationale organisaties
De Verenigde Naties riepen op tot de vorming van een "regering die verenigd, inclusief en representatief moest zijn met de volledige, gelijke en zinvolle deelname van vrouwen".
Ghulam M. Isaczai, de door de Islamitische Republiek Afghanistan aangestelde permanente vertegenwoordiger bij de Verenigde Naties, bleef het land vertegenwoordigen tijdens een vergadering van de Veiligheidsraad op 16 augustus 2021. Later zou hij worden vervangen door Naseer A.Faiq. 
De tweede Taliban-regering wordt niet erkend door de Verenigde Naties, die in plaats daarvan de Islamitische Republiek nog steeds blijven erkennen als de legitieme regering van het land. Op 1 december 2021 stemde de uit negen landen bestaande geloofsbrievencommissie van de Algemene Vergadering voor uitstel van een besluit om de Taliban toe te staan Afghanistan te vertegenwoordigen bij de VN.
Een woordvoerer van de Europese Unie verklaarde dat de EU "in contact zal moeten komen met de autoriteiten in Kabul, ongeacht welke deze zouden zijn. De Taliban hebben de oorlog gewonnen, dus we zullen met hen moeten praten", maar ook dat de EU niet voornemens was het Islamitische Emiraat Afghanistan te erkennen.
Op 23 januari 2022 werd in Kaboel de EU-ambassade officieel geopend na een overleg tussen Taliban-functionarissen en andere Europese functionarissen in Oslo.

## Economie

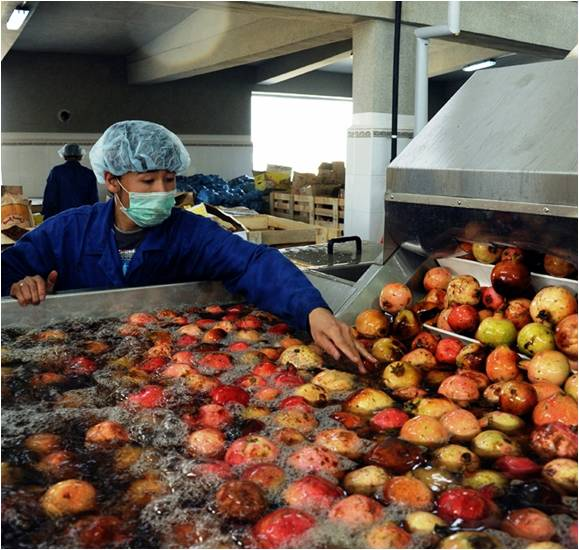
Afghaanse granaatappels

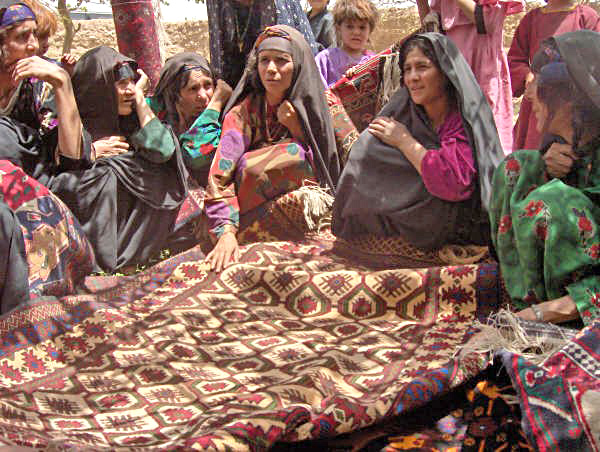
Een handgemaakt Afghaans tapijt

Afghanistan is een arm land, het merendeel van de economische activiteit is akkerbouw en veeteelt. Er wordt ook lapis lazuli gevonden. Van deze intensblauwe edelsteen is Afghanistan de leverancier van de hoogste kwaliteit steen. Het bnp per hoofd is slechts $649 per jaar (IMF-schatting voor 2014).
Een van de weinige gebieden waarop de Afghaanse economie wel succesvol is, is de (illegale) productie en export van opium. In dat kader heeft zij zelfs het beruchte opiumgebied van de in Zuidoost-Azië gelegen Gouden Driehoek achter zich gelaten. Met naar schatting 3400 ton (2002) is Afghanistan 's werelds grootste opiumproducent. Dit heeft ook tot een toename van opiumverslaving onder de bevolking geleid. In 1999 was de productie nog 5000 ton, maar onder de taliban werd de productie formeel verboden, en zakte volgens de officiële statistieken ineen tot "minder dan 200 ton". Een actie van de regering-Karzai om een einde te maken aan de opiumproductie, mislukte, doordat de compensatie voor de boeren onvoldoende was, en door sterk verzet van de met de opiumhandel vervlochten krijgsheren. De Taliban hebben aangekondigd tegen de productie op te treden en zouden drugsgebruik en -verslaafden hard aanpakken. Door de economische onzekerheid en het gemakt van de papaverteelt blijft echter de opiumproductie en -handel welig tieren.
De economie van Afghanistan heeft het zwaar te verduren gehad tijdens de oorlog. In het kader van de wederopbouw na de oorlog, werd Afghanistan een groot bedrag aan hulpgelden toegezegd; het daadwerkelijk geschonken bedrag blijft daarbij echter achter. Bovendien is de hulp voornamelijk nodig geweest voor humanitaire noodhulp, en investeringen in infrastructuur, gezondheidszorg en onderwijs, zowel als ondersteuning van de noodlijdende Afghaanse staatskas, hebben daardoor onvoldoende plaatsgevonden.
De lokale munteenheid is de afghani (Af, AFN), koers: 1 Af = € 0,014 (september 2015). De oude afghani (ISO-4217-Code: AFA) is in 2002 vervangen door de nieuwe afghani (AFN), waarbij drie nullen achter de komma werden geschrapt.

### Economische statistieken
- Nationaal product (koopkrachtpariteit): $60,6 miljard (2014)
- Nationaal product (koopkrachtpariteit) per hoofd van de bevolking: $1900 (2014)
- Economische groei: 1,5% (2014)
- Landbouwproducten: graan, vruchten, noten, groente, katoen, papaver, schapen
- Grondstoffen: lapis lazuli, aardgas, zout, steenkool, koper, aardolie, ijzererts
- Export: $2,79 miljard (2012)
- Exportproducten: vruchten en noten, tapijten, wol, katoen, huiden, opium, edelstenen
- Exportpartners: India (31,9%), Pakistan (28,5%), Tadzjikistan (7,5%), Verenigde Staten (6,2%)
- Import: $6,39 miljard (2012)
- Importproducten: levensmiddelen, aardolieproducten, consumptiegoederen
- Importpartners: Pakistan (28%), Verenigde Staten (18,6%), Rusland (7,6%), India (6,3%), Kazachstan (4,5%), China (4,3%)

Deze cijfers zijn gebaseerd op gegevens uit het World Factbook van de CIA.

### Transport

#### Luchttransport
Afghanistan heeft ongeveer 53 vliegvelden. De grootste hiervan zijn de Internationale Luchthaven Kabul, nabij de hoofdstad en de nabijgelegen regio, Kandahar International Airport in het zuiden, Herat International Airport in het westen en Mazar-i-Sharif Airport de luchthaven in het noorden. Ariana Afghan Airlines is de nationale luchtvaartmaatschappij met binnenlandse vluchten tussen Kabul, Kandahar, Herat en Mazar-i-Sharif. Internationale vluchten zijn onder andere naar Verenigde Arabische Emiraten, Saudi-Arabië, Duitsland, Turkije, India, Iran, Pakistan en een aantal andere Aziatische bestemmingen.
Er zijn ook binnenlandse en internationale vluchten die worden uitgevoerd door de lokale maatschappijen Kam Air, Pamir Airways en Safi Airways. Uit de regio bieden de luchtvaartmaatschappijen zoals Turkish Airlines, Gulf Air, Air Arabia, Air India, PIA en diverse anderen diensten aan naar Afghanistan.
In de periode 2001-2021 speelden binnenlandse lijndiensten een belangrijke rol in het personenvervoer tussen de grote steden wegens de onveilige situatie op de grond.

#### Spoorwegen
Het land heeft beperkt treinverkeer met Oezbekistan en Turkmenistan in het noorden. De regering is van plan om de spoorlijn uit te breiden naar de hoofdstad en dan naar de oostelijke grensplaats Torkham in 2014 een verbinding met Pakistan Railways te realiseren.

### Armoede
In Afghanistan leeft 36% van de bevolking onder de armoedegrens.

## Cultuur
De Afghaanse cultuur bestaat al meer dan twee millennia en gaat in ieder geval terug tot de tijd van de Achaemeniden rond 500 v. Chr. Het is vooral een nomadische en tribale samenleving, met in verschillende regio's van het land een eigen traditie, als gevolg van het multiculturele en multilinguale karakter van de natie. In de zuidelijke en oostelijke regio, maar ook in West-Pakistan dat in het verleden deel uitmaakte van Afghanistan, leven de mensen volgens de Pashtun-cultuur door het volgen van Pashtunwali, een oude manier van leven die nog steeds bewaard is gebleven. De rest van het land is cultureel Perzisch en Turks. Sommige niet-Pashtuns die wonen in de nabijheid van de Pashtuns hebben de Pashtunwali aangenomen, terwijl sommige Pashtuns de Perzische cultuur hebben overgenomen. Miljoenen Afghanen die in Pakistan en Iran leven zijn in de afgelopen 30 jaar beïnvloed door de culturen van de naburige landen.
Afghanen zijn trots op hun cultuur, land, afkomst en vooral hun religie en onafhankelijkheid. Net als andere hooglanders worden ze beschouwd met een mengeling van vrees en neerbuigendheid, om hun hoge achting voor persoonlijke eer, voor hun loyaliteit aan hun stam en voor hun bereidheid om geweld te gebruiken om geschillen te beslechten. Stammenoorlogen en moorddadige vetes is iets waar ze zich sinds mensenheugenis mee bezig hebben gehouden. Deze eigenschap maakte het moeilijk voor buitenlanders om het land te veroveren. Tony Heathcote beschouwt het tribale systeem als de beste manier voor het organiseren van grote groepen mensen in een land dat geografisch moeilijk begaanbaar is en in een samenleving die vanuit een materialistisch standpunt een ongecompliceerde levensstijl heeft. Er zijn naar schatting 60 grote Pashtunstammen en het aantal Afghaanse nomaden wordt geschat op ongeveer 2 tot 3 miljoen.

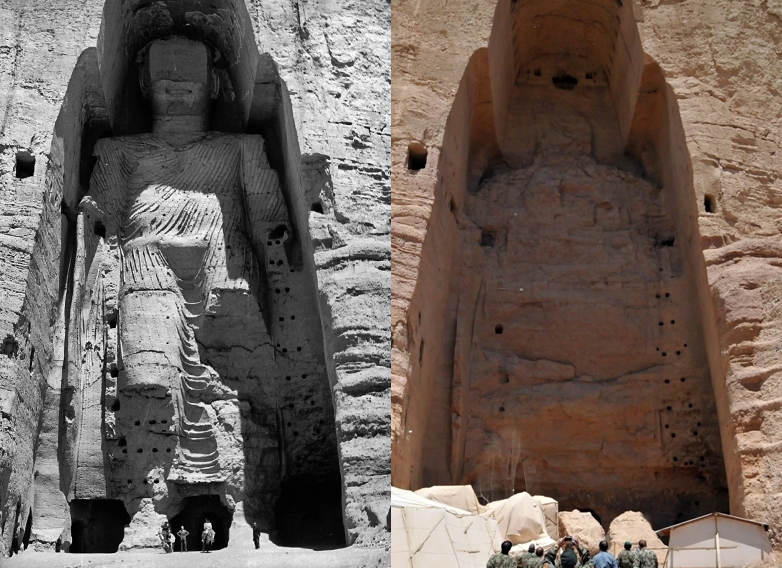
De grootste van de Boeddha's van Bamyan voor en na de vernietiging door de Taliban.

Het land heeft een ingewikkelde geschiedenis die terugkomt in zijn huidige cultuur en in de vorm van verschillende talen en monumenten. Veel van de historische monumenten zijn beschadigd in de recente oorlogen. De twee beroemde boeddha's in de provincie Bamyan werden vernietigd door de taliban die hen beschouwden als afgoderij. Desondanks vinden archeologen nog steeds boeddhistische relikwieën in verschillende delen van het land, waarvan sommige dateren uit de 2e eeuw. Dit geeft aan dat het boeddhisme wijdverbreid was in Afghanistan. Andere historische plaatsen zijn onder andere de steden Herat, Kandahar, Ghazni, Mazar-i-Sharif en Zarang. De Minaret van Jam bij de Haririvier is UNESCO Werelderfgoed. Een mantel die naar men zegt gedragen werd door de profeet Mohammed wordt bewaard in het Heiligdom van de mantel in Kandahar, een stad gesticht door Alexander de Grote en de eerste hoofdstad van Afghanistan. De citadel van Alexander in de westelijke stad Herat is in de afgelopen jaren gerenoveerd en is een populaire attractie voor toeristen. In het noorden van het land is de blauwe moskee van Mazar-i-Sharif door velen gezien als de plaats waar Ali ibn Abu Talib werd begraven. Het Afghaanse ministerie van Informatie en Cultuur is tot 2013 bezig geweest met de renovatie van 42 historische plekken in Ghazni, toen de provincie tot hoofdstad van de islamitische beschaving werd verklaard. Het Nationaal Museum van Afghanistan ligt in Kabul.
Hoewel de geletterdheid laag is, spelen de klassieke Perzische en Pashto poëzie een belangrijke rol in de Afghaanse cultuur. Poëzie is altijd een van de belangrijkste educatieve pijlers geweest in de regio en heeft zich geïntegreerd in de cultuur. Enkele opmerkelijke dichters zijn onder andere Rumi, Rabi'a Balkhi, Sanai, Jami, Khoshal Khan Khattak, Rahman Baba, Khalilullah Khalili en Parwin Pazhwak.
De inwoners van Afghanistan zijn van oorsprong paardrijders, waardoor de sport bekend als Buzkashi daar populair is.

### Media en entertainment
De eerste Afghaanse krant verscheen in 1906. In de jaren 1920 begon Radio Kabul met uitzendingen van lokale radiodiensten. Afghanistan National Television werd gelanceerd in 1974, maar werd gesloten in 1996, toen de media streng werden gecontroleerd door de taliban. Sinds 2002 zijn de beperkingen geleidelijk opgeheven en de particuliere media gediversifieerd. Vrijheid van meningsuiting van de pers is in 2004 in de grondwet opgenomen en censuur is verboden, hoewel het belasteren van personen of het produceren van materiaal dat in strijd met de principes van de islam is verboden. Er zijn ten minste 400 publicaties, 15 lokale Afghaanse tv-zenders en 60 radiozenders. Buitenlandse radiostations, zoals de Voice of America, BBC World Service en Radio Free Europe / Radio Liberty (RFE / RL) worden uitgezonden in het land.
Kabul was in het verleden de thuisbasis van vele musici, die meesters waren van zowel de traditionele als de moderne Afghaanse muziek, vooral tijdens Nowruz (Nieuwjaar) en de Nationale Dag van de Onafhankelijkheidfeesten. Ahmad Zahir, Nashenas, Ustad Sarahang, Sarban, Ubaidullah Jan, Farhad Darya en Naghma zijn enkele van de opmerkelijke Afghaanse muzikanten, maar er zijn vele anderen. De meeste Afghanen zijn gewend aan het kijken naar Bollywoodfilms uit India en het luisteren naar de filmhits. Veel van de Bollywoodfilmsterren hebben hun wortels in Afghanistan, waaronder Madhubala, Feroz Khan, Shahrukh Khan, Aamir Khan, Salman Khan, Naseeruddin Shah, Fardeen Khan, Sohail Khan, Celina Jaitley en vele anderen. Bovendien zijn verschillende Bollywoodfilms zoals Dharmatma, Khuda Gawah, Escape from Taliban en Kabul Express opgenomen in Afghanistan.

### Kleding
De traditionele mannelijke kleding omvat meestal een salwar kameez (jurk), lungee (tulband), karakul, pakol, topi, kufi (hoed) en een chapan (jas). Sommige mannen dragen af en toe een keffiyeh (wikkel) op hun hoofd. Traditionele Afghaanse kleding verschilt per regio en soms ook per etniciteit of per stam. De meeste traditionele Afghaanse kledij voor vrouwen bestaat uit een lange kleurrijke jurk met ronde rok. Meisjes beginnen op zeer jonge leeftijd hun haar te bedekken met een zeer licht, kleurrijk stuk doek. Velen doen dit zelfs thuis bij hun eigen familie.
Het dragen van de boerka door vrouwen, meestal verkocht in blauwtinten, werd eind jaren negentig tijdens het Talibanregime afgedwongen. Het niet dragen van een in het openbaar kon vrouwen zware straffen en openbare zweepslagen opleveren. Na de verdrijving van de Taliban in 2001 uit grote delen van het land bleef het dragen van dit kledingstuk voor vrouwen een manier om onopvallend en onherkend over straat te gaan. Sinds de nieuwe machtsovername door de Taliban in augustus 2021 keren nog meer vrouwen terug naar het dragen van de boerka uit angst om anders de aandacht te trekken van Talibanstrijders.

### Sport

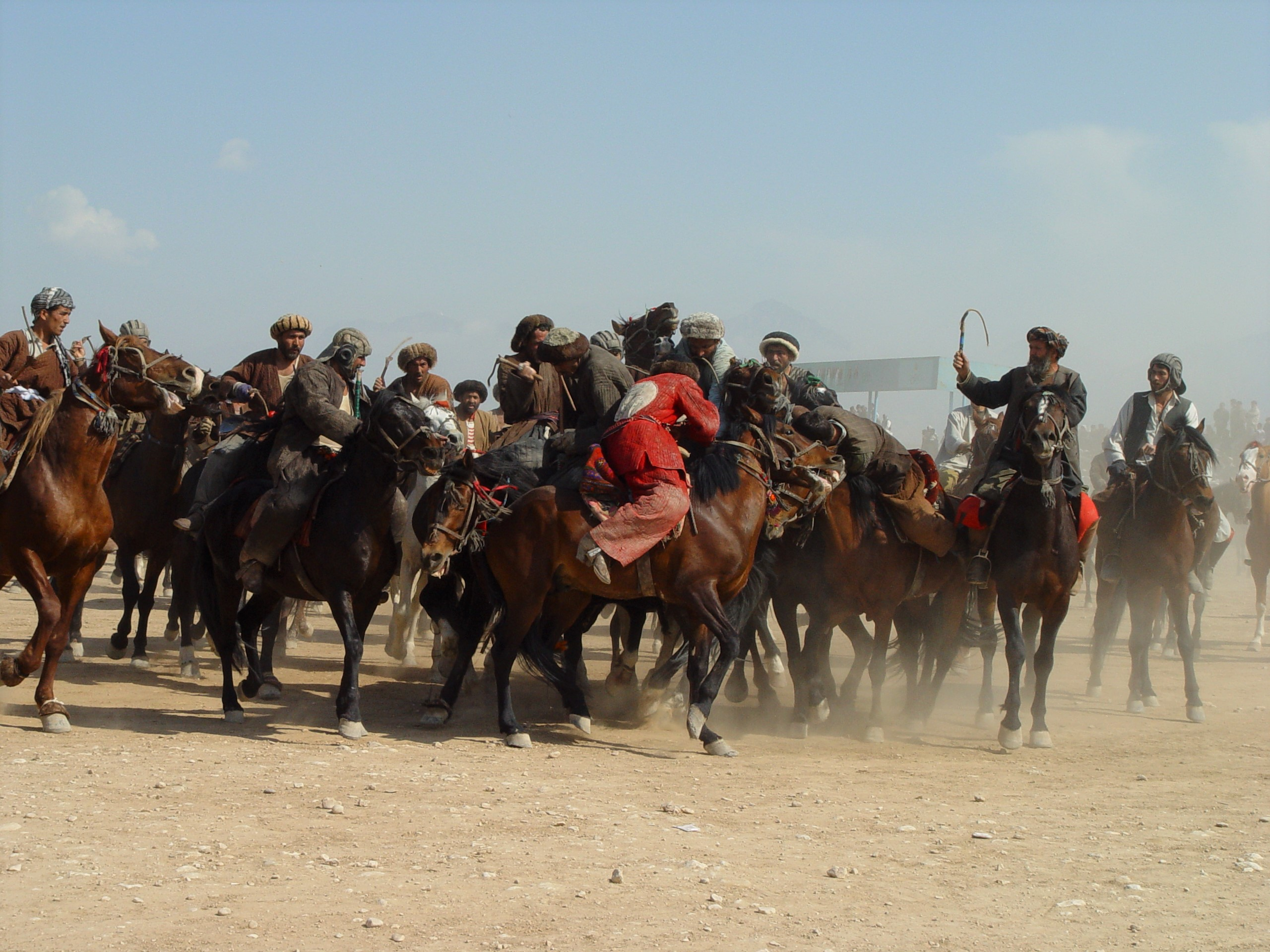
Buzkashi, een soort polo, geldt als de nationale sport van Afghanistan.

Het Afghaans voetbalelftal speelt mee in het internationale voetbal sinds 1941. De nationale ploeg speelt zijn thuiswedstrijden in het Ghazi Stadion in Kabul. De nationale ploeg heeft nooit meegedaan aan of zich gekwalificeerd voor het wereldkampioenschap. Het land heeft ook een nationaal zaalvoetbalteam. Enkele andere populaire sporten in Afghanistan zijn cricket, volleybal, basketbal, taekwondo, boksen, worstelen, gewichtheffen en bodybuilding. De eerste Olympische medaille werd behaald door de taekwondo-beoefenaar Rohullah Nikpai bij de Olympische Zomerspelen van 2008.
Buzkashi is een traditionele sport, vooral onder de noordelijke Afghanen. Het is vergelijkbaar met polo, gespeeld door ruiters in twee teams, die elk proberen in het bezit van een geitenkarkas te komen.

### Feestdagen
In Afghanistan gelden islamitische feestdagen van zowel soennieten als sjiieten. De nationale feestdag op "28 Asad" volgens de Afghaanse kalender valt doorgaans op 19 augustus omgerekend naar de westelijke kalender, maar soms op 18 augustus. Ook worden er traditionele feestdagen van pre-islamitische oorsprong gevierd, zoals Noroez.

### Keuken
De Afghaanse keuken is grotendeels gebaseerd op granen zoals tarwe, maïs, gerst en rijst, die de belangrijkste gewassen van het land zijn.
Er zijn overeenkomsten met de Iraanse en Indiase keuken.
Populaire Afghaanse gerechten zijn:
- Palaw (traditionele rijstschotel, vaak met spinazie)
  - Kabuli palaw
  - Mash palaw
- Shorwa (Afghaanse soep)
- Doe Pyaza
- Mantu (vleesdumplings)
- Kofta (gehaktballetjes)
- Kichiri
- Qorma Sabzi
- Baunjan (gekookte aubergine met aardappelen en tomaten)
- Bendee/Baumya (gekookte okra met aardappelen en tomaten)
- Heeknusb (hummus)
- Ashak
- Aush (met de hand gemaakte noedels)
- Baghlava (baklava)
- Bolani (Afghaans plat brood of pannenkoeken)
- Chapli Kabab
- Shor-Nakhod (kikkererwten met bijzondere toppings)
- Naan (Afghaans brood)

Populaire Afghaanse desserts zijn:
- Goh Feel (gebak)
- Halwa of halva
- Shir Berinj (rijstpudding)
- Ferni
- Kadu Bouranee (zoete pompoenen)
- Jelabi
- Maleeda of Khajoor
- Spice Rub

## Bekende Afghanen

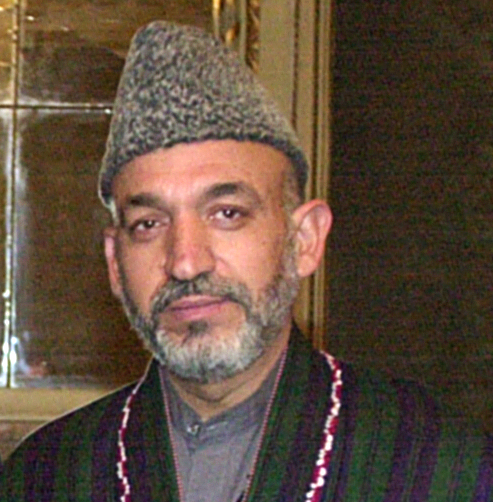
Voormalig president Hamid Karzai

- Abdul Ali Mazari
- Jalal ad-Din Rumi
- Jamal al-Din al-Afghani
- Hafizullah Amin
- Farshad Bashir
- Ahmed Sjah Durrani
- Abdul Hakim Munib
- Shamsia Hassani
- Khaled Hosseini
- Mirwais Hotaki
- Malang Jan
- Hamid Karzai
- Akbar Khan
- Amanoellah Khan
- Khoshal Khan Khattak
- Dost Mohammed Khan
- Nur Muhammad Taraki
- Achmed Sjah Massoed
- Ahmad Zahir
- Mohammed Zahir Sjah

## Bezienswaardigheden
- Boeddha's van Bamyan
- Nationaal park Band-e Amir
- Blauwe moskee van Mazar-i-Sharif
- Vrijdagmoskee van Herat
- Nationaal Museum van Afghanistan
- Minaret en archeologische ruïnes van Jam
- Bagh-e Babur

## Diversen
- Landcode voertuigen: AFG
- Het domein .af was in oktober 1997 aangevraagd door Abdul Razeeq, maar werd aanvankelijk niet in gebruik genomen.